# Krapina (rivier)

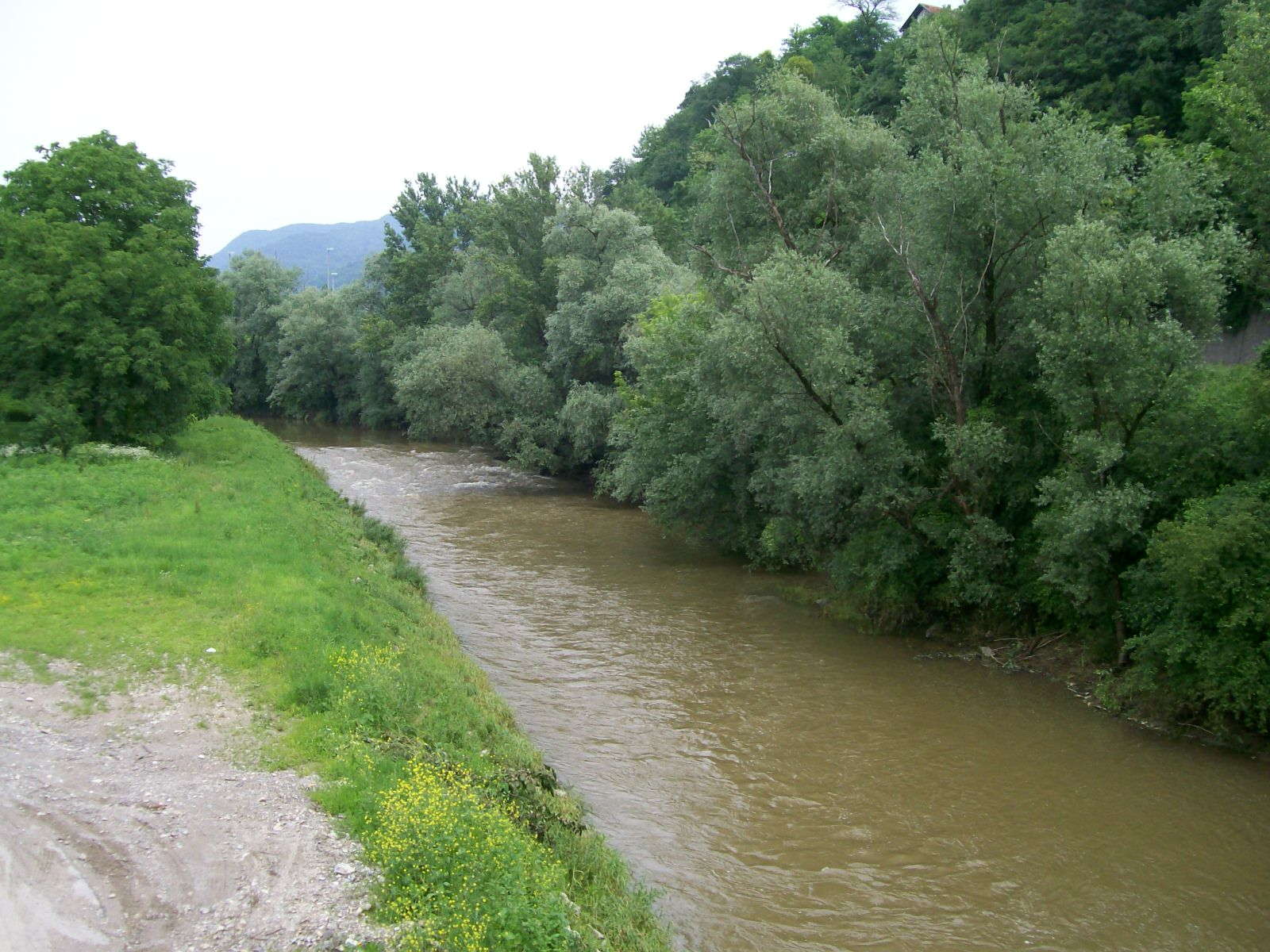
De Krapina bij Zaprešić

De Krapina is een rivier in Kroatië, die ontspringt uit verscheidene riviertjes in het noorden van Krapina-Zagorje: uit de Krapinčica, die overigens weer voortkomt uit de Krapinsko-Zagorska, de Selnica, de Bjelički Potok, de Bistrica en de Velika Reka, verder komt de Krapina ook uit de Toplički Potok, de Krapinic, de Kosteljina, en de Lučelnica. Vlak bij Zagreb komt de Krapina de Sava tegen, onder wiens naam de rivier dan ook verder zal gaan. 

De Krapina is 75 km lang, en stroomt met zijrivieren langs verscheidene plaatsen als Zabok en Zlatar Bistrica. De Krapina stroomt voor het grootste gedeelte in Krapina-Zagorje.
- Virtual International Authority File: 131346056